# Национално знаме на Парагвай
Националното знаме на Парагвай представлява три равни хоризонтални ивици (от горе надолу) – червена, бяла и синя. Цветовете, макар и да го карат да изглежда като знамето на Нидерландия, са всъщност заимствани от френския трикольор, като те символизират свободата. Според някои, червеното е символ на кураж, равенство и патриотизъм, бялото на единство, чистота и мир, и синьото на свобода, добронамереност и истината. Първото знаме със същище цветове се появява през 1812г., като то има малко по-голяма бяла хоризонтална ивица, а такова с три равни ивици и герб по средата се приема през 1842г. със съотношение 2:3. През 1954г. съотношението става 1:2, а през 1988г. се модифицира гербът отпред и отзад. Следващата промяна на герба и пропорциите (от 1:2 на 27:50) става през 1990г., като тя се поддържа до 2013г., когато знамето е променено в сегашния си вид. На средната бяла ивица е разположена емблемата на страната. Необичайното за знамето на Парагвай е, че то е единственото в света, което има две различни страни. На лицевата страна е изобразена емблемата на страната - жълта петолъчка, оградена с черна линия, поместена в малък черен кръг, заобиколена от венец с две клонки - палмова и маслинова, оградени в два по-големи кръга, а в средния са написани думите: REPUBLICA DEL PARAGUAY (,,РЕПУБЛИКА ПАРАГВАЙ''). На обратната страна на знамето е изобразен печатът на държавната хазна: златен лъв пред стълб, на който има Фригийска шапка, а над тях е изписан девизът: Paz y Justicia („Мир и справедливост“). Съотношението на флага, прието през 2013г. е 11:20.

## Знаме през годините
- (1811)
- (1812 – 1826)
- (1826 – 1842)
- (1842 – 1954)
- (1954 – 1988)
- (1988 – 2013)